# قائمة البعثات الدبلوماسية في غينيا

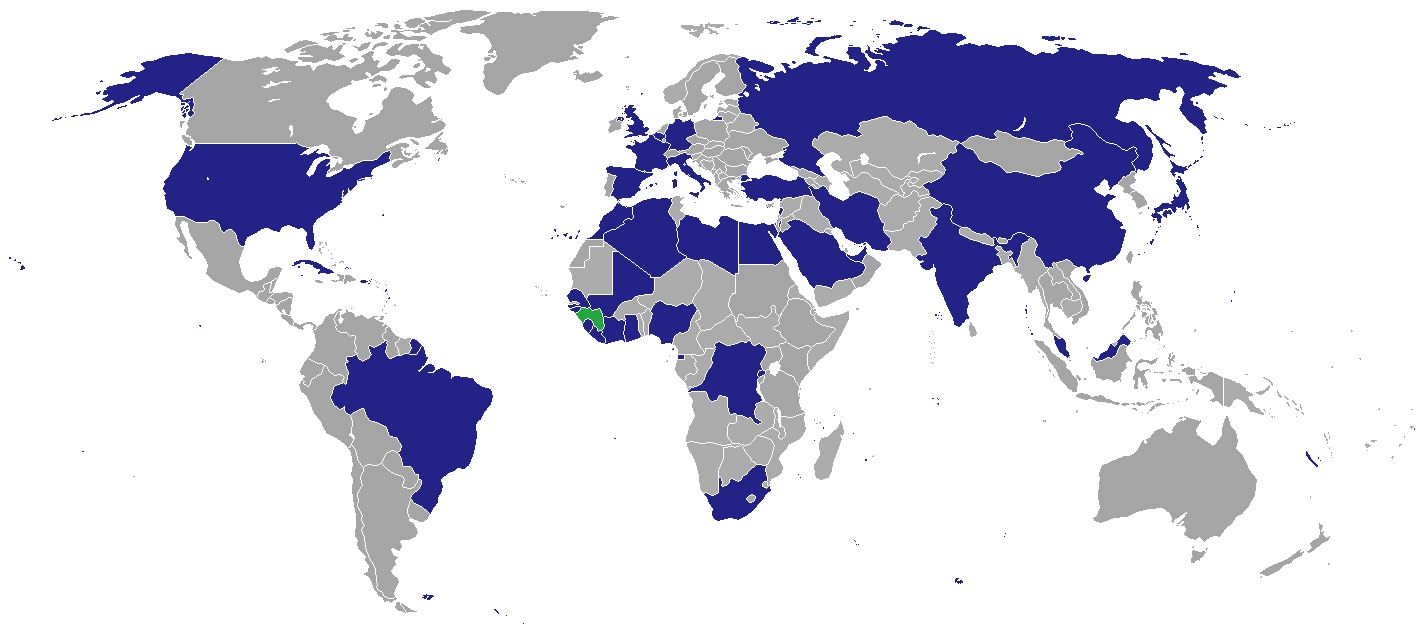
خريطة البعثات الدبلوماسية في غينيا

هذه قائمة بالبعثات الدبلوماسية في غينيا. تستضيف العاصمة كوناكري حاليا 38 سفارة. العديد من الدول الأخرى لديها قناصل فخريون لتقديم خدمات الطوارئ لمواطنيها.

## السفارات في كوناكري
- الجزائر
- أنغولا
- بلجيكا
- البرازيل
- الصين
- كوبا
- جمهورية الكونغو الديمقراطية
- مصر
- غينيا الاستوائية
- فرنسا
- ألمانيا
- غانا
- غينيا بيساو
- الكرسي الرسولي
- الهند
- إيران
- إيطاليا
- ساحل العاج
- اليابان
- لبنان
- ليبيريا
- ليبيا
- ماليزيا
- مالي
- المغرب
- نيجيريا
- كوريا الشمالية
- فلسطين
- روسيا
- المملكة العربية السعودية
- السنغال
- سيراليون
- جنوب أفريقيا
- فرسان مالطا
- أسبانيا
- تركيا
- الإمارات العربية المتحدة
- المملكة المتحدة
- الولايات المتحدة

## وظائف أخرى في كوناكري
- الاتحاد الأوروبي(وفد).

## السفارات غير المقيمة
- الأرجنتين (أبوجا)[1]
- أستراليا (أكرا)[2]
- النمسا (داكار) [3]
- بلجيكا (داكار)[4]
- جمهورية إفريقيا الوسطى (أبيدجان)
- الكاميرون (أبيدجان)[5]
- كندا (داكار)[6]
- كرواتيا (باريس)[7]
- الدنمارك (أكرا)
- اليونان (أبوجا)[8]
- إندونيسيا (داكار)[9]
- إسرائيل (داكار) [10]
- إيطاليا (داكار) [11]
- الأردن (Algiers)
- ليسوتو (طرابلس)[12]
- مالطا (فاليتا)[13]
- المكسيك (أبوجا)[14]
- هولندا (داكار) [15]
- النرويج (أبيدجان)[16]
- الفلبين  (الرباط)
- البرتغال (داكار)[17]
- بولندا (أبوجا) [18]
- رومانيا (داكار)[19]
- صربيا (الجزائر العاصمة)[20]
- سلوفاكيا (أبوجا)[21]
- السويد (ستوكهولم)[22]
- سويسرا (أبيدجان)[23]
- تايلاند (داكار)
- تنزانيا (أبوجا)[24]
- ترينيداد وتوباغو (أبوجا)
- أوكرانيا (داكار) [25]
- فيتنام (الرباط)
- اليمن (الرباك)
- زمبابوي (داكار)[26]